# Cryptographis cucurbitalis
Cryptographis cucurbitalis là một loài bướm đêm trong họ Crambidae.